# Стопама Луке Милованова Георгијевића
Стопама Луке Милованова Георгијевића је културна манифестација која се одржава сваке године у Сребреници, у организацији Српског просвјетног и културног друштва Просвјета, названа у част књижевника Луке Милованова Георгијевића. Прва манифестација одржана је 2019. године.
Пригодом ове манифестације додјељују се књижевна награда Звонимир Шубић за најбољу необјављену приповијетку, награда Лука Милованов Георгијевић за есеј и поезију, награда Бошко Миловановић за најбољи новински текст и литерарна награда за ученике Живан Јовановић.